# 木上村
木上村（きのうえむら）は、熊本県球磨郡にあった村。

## 歴史
- 1889年4月1日 - 町村制施行により深田村との町村組合による行政。
- 1955年7月1日 - 西村、一武村と合併して錦村となり、消滅

## 経済
農業
『大日本篤農家名鑑』によれば木上村の篤農家は、「久保田幸一」のみである。

## 出身人物
- 福永一臣 - 衆議院議員（自由民主党）。熊本県人吉市長を務めた福永浩介の父。